# Стрехнино
Стрехнино — село в Ишимском районе Тюменской области России. Административный центр Стрехенского сельского поселения.
Находится в пригородной зоне Ишим.

## География
Находится на берегу реки Карасуль.

## История
В 1929 году был образован первый колхоз — «Красный Урал».

## Население
| 2002 | 2010  | 2021  |
| ---- | ----- | ----- |
| 3941 | ↗3954 | ↘3590 |

## Известные уроженцы, жители
- Сафронов, Аркадий Николаевич (1941—2009) — советский и российский физик.

## Инфраструктура
Личное подсобное хозяйство с зоной сельскохозяйственного использования, индивидуальная застройка усадебного типа.
Основа экономики — сельское хозяйство.

## Транспорт
Автобусное сообщение: автобусы № 11, 11к, 5, 2, 2к.